# Тейер, Бринн
Бринн Тейер (англ. Brynn Thayer; род. 4 октября 1949, Даллас) — американская телевизионная актриса, с карьерой в дневных мыльных операх и прайм-тайм сериалах.
Тейер родилась в Северном Далласе, штат Техас. Она получила известность после роли Дженни Уоллек в дневной мыльной опере ABC «Одна жизнь, чтобы жить», которую играла с 1978 по 1986 год. В 1983 году она номинировалась на Дневную премию «Эмми» за свою роль в мыльной опере.
После ухода из дневного эфира Тейер начала карьеру в прайм-тайм, в итоге получая ведущие женские роли в недолго просуществовавших сериалах CBS «ТВ 101» (1988-89) «Сын острова» (1989—90). В 1992 году она сменила ушедшую из шоу Нэнси Стэффорд в роли новой дочери заглавного персонажа в сериале «Мэтлок», где снималась до его закрытия в 1994 году. В 1997—98 годах она снималась в синдицированном сериале «Золотые крылья Пенсаколы».
Тейер в разные годы снималась в сделанных для телевидения фильмах, появилась в нескольких кинофильмах включая «Герой и Монстр» (1988), «Канзас» (1988) и «Жасмин» (2013), а также в разные годы появилась в сериалах «Детективное агентство «Лунный свет»», «Она написала убийство», «Детектив Раш», «Без следа» и «Как избежать наказания за убийство». Тейер также возвращалась к мыльным операм с второстепенными ролями в «Главный госпиталь» и «Дни нашей жизни».